# Souselas
Souselas ist eine portugiesische Ortschaft und ehemalige Gemeinde.

## Verwaltung
Die ehemalige Gemeinde (Freguesia) gehört zum Kreis (Concelho) von Coimbra. Die Gemeinde hatte eine Gesamtfläche von 15,7 km² und 3102 Einwohner (Stand 30. Juni 2011).
Im Zuge der administrativen Neuordnung in Portugal zum 29. September 2013 wurde Souselas mit der Gemeinde Botão zur neuen Gemeinde União das Freguesias de Souselas e Botão zusammengeschlossen. Hauptsitz der neuen Gemeinde wurde Souselas.

## Verkehr
Souselas liegt an der Linha do Norte.